# فيولا بيل
فيولا بيل (بالإنجليزية: Elizabeth Viola Bell)‏ هي مسيرة رياضية ومُدرسة نيوزيلندية، ولدت في 4 يونيو 1897، وتوفيت في 25 ديسمبر 1990.